# Letonia en los Juegos Olímpicos de Garmisch-Partenkirchen 1936
Letonia estuvo representada en los Juegos Olímpicos de Garmisch-Partenkirchen 1936 por un total de 26 deportistas que compitieron en 6 deportes.  
El portador de la bandera en la ceremonia de apertura fue el jugador de hockey sobre hielo Leonīds Vedējs. El equipo olímpico letón no obtuvo ninguna medalla en estos Juegos.